# حسن الشاذلي
حسن الشاذلي (13 نوفمبر 1943 – 20 أبريل 2015) كان لاعب كرة قدم مصري. يعتبر الشاذلي لاعبا تاريخيا لنادي الترسانة، وعرف بقدرته على التسجيل بكلتا القدمين.

## الحياة المهنية
لعب الشاذلي لفريق الترسانة وقاده لتحقيق بطولة الدوري المصري الوحيدة لديه موسم 1963. فاز بلقب هداف الدوري المصري الممتاز 4 مرات، وذلك يعد رقما قياسيا. في موسم 1974-75 سجل 34 هدفا، وهذا أيضا رقم قياسي لعدد الأهداف في موسم واحد. وقد حقق ذلك في سن كبير نسبيا؛ حيث كان في الرابعة والثلاثين من العمر حينها.
لعب أيضا للمنتخب المصري لكرة القدم، وسجل ستة أهداف في كأس الأمم الأفريقية عام 1963 وهو أيضا أكثر من سجّل أهداف في الدوري المصري الممتاز وهو أحد أعضاء قائمة نادي المائة في الدوري المصري وأكثر المسجلين بها برصيد (173 هدف)

## وفاته
توفي مساء يوم الإثنين الموافق 20 أبريل 2015.

## روابط خارجية
- حسن الشاذلي على موقع قاعدة بيانات كرة القدم.إي يو (الإنجليزية)
- حسن الشاذلي على موقع ناشيونال فوتبول تيمز (الإنجليزية)